# Laetmonice filicornis
Laetmonice filicornis är en ringmaskart som beskrevs av Johan Gustaf Hjalmar Kinberg 1856. Laetmonice filicornis ingår i släktet Laetmonice och familjen Aphroditidae. Arten är reproducerande i Sverige. Inga underarter finns listade i Catalogue of Life.